# Yvonne Craig
Yvonne Joyce Craig, född 16 maj 1937 i Taylorville, Illinois, död 17 augusti 2015 i Pacific Palisades i Los Angeles, var en amerikansk skådespelare, mest känd för sin medverkan i TV-serien Läderlappen.
Hon var ursprungligen balettdansös innan hon filmdebuterade som skådespelerska i slutet av 1950-talet och medverkade i filmer som Landet utan lag, Flickan på badstranden och The Gene Krupa Story (alla 1959). Hon gifte sig 1960 med Jimmy Boyd men äktenskapet varade bara i två år. Under 1960-talet medverkade hon bland annat i två filmer med Elvis Presley. Mot slutet av decenniet blev filmrollerna färre och hon fick istället fler roller i TV. Hon spelade bland annat en gästroll i Mannen från U.N.C.L.E.. 1967-1968 spelade hon Batgirl i TV-serien Läderlappen. Hon medverkade även i ett avsnitt av Star Trek 1969. Under 1970-talet fortsatte hon att spela gästroller i TV-serier. Efter det arbetade hon bland annat i fastighetsbranschen. 
År 2000 publicerade hon sin självbiografi, From Ballet to The Batcave and Beyond.
Craig avled i sitt hem i Pacific Palisades, Los Angeles, 17 augusti 2015 vid 78 års ålder i metastatisk bröstcancer som hade spridits till hennes lever. Hon efterlämnade sin make, Kenneth Aldrich, liksom sin syster, Meridel Carson.

## Filmografi (urval)
- Landet utan lag (1959)
- Flickan på badstranden (1959)
- The Gene Krupa Story (1959)
- High Time (1960)
- Besatt av kärlek (1961)
- Seven Women from Hell (1961)
- Hjärta till salu (1963)
- Kissin' Cousins (1964)
- Ski Party (1965)
- Mars Needs Women (1966)
- F för Flint (1967)
- Läderlappen (TV-serie) (1967–1968)
- How to Frame a Figg (1971)